# Меморандум Clear Channel
После терактов 11 сентября 2001 года Clear Channel Communications (ныне IHeartMedia), крупнейший владелец радиостанций в США, распространил внутреннюю записку со списком песен, которые, по мнению руководства, «музыкально сомнительны» для воспроизведения в эфире после терактов.
В то же время, сразу после терактов, многие теле- и радиостанции изменили репертуар и программу вещания в ответ на события, и распространился слух, что Clear Channel и её дочерние компании составили список песен, которые Clear Channel считается «сомнительным». Рассылка со списком не включала в себя требование не воспроизводить перечисленные песни, разославшими лишь предполагалось, что «слушатели могут не захотеть слушать эти песни». Список был опубликован независимым изданием Hits Daily Double, который не связан с IHeartMedia. Сайт Snopes.com провел исследование по этому вопросу и пришел к выводу, что этот список существует в качестве рекомендаций для радиостанций, но отметил, что это не прямой запрет на ротацию песен.
Список содержит 165 композиций, некоторые из них, записанные несколькими исполнителями (например: «Knockin’ on Heaven’s Door» группы Guns N’ Roses и оригинальная версия Боба Дилана). В некоторых случаях в список включались только определённые версии песен. Например, кавер-версия песни «Smooth Criminal» группы Alien Ant Farm находится в списке, а оригинальная версия Майкла Джексона — нет. Самое большое количество композиций в списке у Rage Against the Machine (все песни группы).

## Причины включения
Меморандум Clear Channel содержит песни, в названиях или текстах которых содержатся неясные ссылки на темы, связанные с терактами 11 сентября, такие как самолёты, столкновения, смерть, конфликты, насилие, взрывы, сентябрь и Нью-Йорк, а также общие понятия, которые могут быть связаны с аспектами терактов, например, падающее небо и оружие. Под запрет также попали несколько радостных и праздничных песен (в том числе знаменитая песня Луи Армстронга «What a Wonderful World»), поскольку Clear Channel посчитал, что играть радостную музыку после терактов неуместно.
WASH, принадлежащая Clear Channel станция в Вашингтоне, по сообщениям, играла песню Kool & the Gang «Celebration», пока распространялся меморандум, «что вызвало вежливый, хотя и укоризненный звонок от одного слушателя, которого станция заверила, что передача песни была ошибкой».

## Список
| Испольнитель                                       | Песня                                                       |
| -------------------------------------------------- | ----------------------------------------------------------- |
| 3 Doors Down                                       | «Duck and Run»                                              |
| 311                                                | «Down»                                                      |
| AC/DC                                              | «Dirty Deeds Done Dirt Cheap»                               |
| AC/DC                                              | «Hells Bells»                                               |
| AC/DC                                              | «Highway to Hell»                                           |
| AC/DC                                              | «Safe in New York City»                                     |
| AC/DC                                              | «Shoot to Thrill»                                           |
| AC/DC                                              | «Shot Down in Flames»                                       |
| AC/DC                                              | «T.N.T.»                                                    |
| The Ad Libs                                        | «The Boy from New York City»                                |
| Afro Celt Sound System при участии Питера Гэбриэла | «When You’re Falling»                                       |
| Alice in Chains                                    | «Down in a Hole»                                            |
| Alice in Chains                                    | «Rooster»                                                   |
| Alice in Chains                                    | «Sea of Sorrow»                                             |
| Alice in Chains                                    | «Them Bones»                                                |
| Alien Ant Farm                                     | «Smooth Criminal»                                           |
| The Animals                                        | «We Gotta Get Out of This Place»                            |
| Луи Армстронг                                      | «What a Wonderful World»                                    |
| The Bangles                                        | «Walk Like an Egyptian»                                     |
| Barenaked Ladies                                   | «Falling for the First Time»                                |
| Fontella Bass                                      | «Rescue Me»                                                 |
| Beastie Boys                                       | «Sabotage»                                                  |
| Beastie Boys                                       | «Sure Shot»                                                 |
| The Beatles                                        | «A Day in the Life»                                         |
| The Beatles                                        | «Lucy in the Sky with Diamonds»                             |
| The Beatles                                        | «Ob-La-Di, Ob-La-Da»                                        |
| The Beatles                                        | «Ticket to Ride»                                            |
| Пэт Бенатар                                        | «Hit Me with Your Best Shot»                                |
| Пэт Бенатар                                        | «Love Is a Battlefield»                                     |
| Black Sabbath                                      | «Sabbath Bloody Sabbath»                                    |
| Black Sabbath                                      | «War Pigs»                                                  |
| Blood, Sweat and Tears                             | «And When I Die»                                            |
| Blue Öyster Cult                                   | «Burnin' for You»                                           |
| Boston                                             | «Smokin'»                                                   |
| Los Bravos                                         | «Black Is Black»                                            |
| Джексон Браун                                      | «Doctor My Eyes»                                            |
| Бадди Холли и The Crickets                         | «That’ll Be the Day»                                        |
| Bush                                               | «Speed Kills»                                               |
| The Chi-Lites                                      | «Have You Seen Her»                                         |
| Петула Кларк                                       | «A Sign of the Times»                                       |
| The Clash                                          | «Rock the Casbah»                                           |
| Фил Коллинз                                        | «In the Air Tonight»                                        |
| Сэм Кук                                            | «Wonderful World»                                           |
| The Crazy World of Arthur Brown                    | «Fire»                                                      |
| Creedence Clearwater Revival                       | «Travelin' Band»                                            |
| The Cult                                           | «Fire Woman»                                                |
| Бобби Дарин                                        | «Mack the Knife»                                            |
| The Dave Clark Five                                | «Bits and Pieces»                                           |
| Дэвис Скитер                                       | «The End of the World»                                      |
| Нил Даймонд                                        | «America»                                                   |
| Dio                                                | «Holy Diver»                                                |
| The Doors                                          | «The End»                                                   |
| The Drifters                                       | «On Broadway»                                               |
| Drowning Pool                                      | «Bodies»                                                    |
| Боб Дилан                                          | «Knockin' on Heaven’s Door»                                 |
| Everclear                                          | «Santa Monica»                                              |
| Шелли Фабаре                                       | «Johnny Angel»                                              |
| Filter                                             | «Hey Man, Nice Shot»                                        |
| Foo Fighters                                       | «Learn to Fly»                                              |
| Fuel                                               | «Bad Day»                                                   |
| The Gap Band                                       | «You Dropped a Bomb on Me»                                  |
| Godsmack                                           | «Bad Religion»                                              |
| Green Day                                          | «Brain Stew»                                                |
| Норман Гринбаум                                    | «Spirit in the Sky»                                         |
| Guns N' Roses                                      | «Knockin' on Heaven’s Door»                                 |
| The Happenings                                     | «See You in September»                                      |
| The Jimi Hendrix Experience                        | «Hey Joe»                                                   |
| Herman’s Hermits                                   | «Wonderful World»                                           |
| The Hollies                                        | «He Ain’t Heavy, He’s My Brother»                           |
| Джен и Дин                                         | «Dead Man’s Curve»                                          |
| Билли Джоэл                                        | «Only the Good Die Young»                                   |
| Элтон Джон                                         | «Bennie and the Jets»                                       |
| Элтон Джон                                         | «Daniel»                                                    |
| Элтон Джон                                         | «Rocket Man»                                                |
| Judas Priest                                       | «Some Heads Are Gonna Roll»                                 |
| Kansas                                             | «Dust in the Wind»                                          |
| Кэрол Кинг                                         | «I Feel the Earth Move»                                     |
| Korn                                               | «Falling Away from Me»                                      |
| Ленни Кравиц                                       | «Fly Away»                                                  |
| Led Zeppelin                                       | «Stairway to Heaven»                                        |
| Джон Леннон                                        | «Imagine»                                                   |
| Джерри Ли Льюис                                    | «Great Balls of Fire»                                       |
| Limp Bizkit                                        | «Break Stuff»                                               |
| Local H                                            | «Bound for the Floor»                                       |
| Lynyrd Skynyrd                                     | «Tuesday’s Gone»                                            |
| Johnny Maestro & the Brooklyn Bridge               | «The Worst That Could Happen»                               |
| Martha and the Vandellas                           | «Dancing in the Street»                                     |
| Martha and the Vandellas                           | «Nowhere to Run»                                            |
| Dave Matthews Band                                 | «Crash into Me»                                             |
| Wings                                              | «Live and Let Die»                                          |
| Барри Макгуайр                                     | «Eve of Destruction»                                        |
| Дон Маклин                                         | «American Pie»                                              |
| Megadeth                                           | «Dread and the Fugitive Mind»                               |
| Megadeth                                           | «Sweating Bullets»                                          |
| Джон Мелленкамп                                    | «Crumblin' Down»                                            |
| Джон Мелленкамп                                    | «Paper in Fire»                                             |
| Metallica                                          | «Enter Sandman»                                             |
| Metallica                                          | «Fade to Black»                                             |
| Metallica                                          | «Harvester of Sorrow»                                       |
| Metallica                                          | «Seek & Destroy»                                            |
| Steve Miller Band                                  | «Jet Airliner»                                              |
| Аланис Мориссетт                                   | «Ironic»                                                    |
| Mudvayne                                           | «Death Blooms»                                              |
| Рики Нельсон                                       | «Travelin' Man»                                             |
| Nena                                               | «99 Luftballons»                                            |
| Nine Inch Nails                                    | «Head Like a Hole»                                          |
| Oasis                                              | «Wonderwall»                                                |
| Oingo Boingo                                       | «Dead Man’s Party»                                          |
| Оззи Осборн                                        | «Suicide Solution»                                          |
| Paper Lace                                         | «The Night Chicago Died»                                    |
| Джон Барри                                         | «St. Elmo’s Fire (Man in Motion)»                           |
| Peter & Gordon                                     | «I Go to Pieces»                                            |
| Peter & Gordon                                     | «A World Without Love»                                      |
| Peter, Paul and Mary                               | «Blowin' in the Wind»                                       |
| Peter, Paul and Mary                               | «Leaving on a Jet Plane»                                    |
| Том Петти                                          | «Free Fallin'»                                              |
| Pink Floyd                                         | «Mother»                                                    |
| Pink Floyd                                         | «Run Like Hell»                                             |
| P.O.D.                                             | «Boom»                                                      |
| Элвис Пресли                                       | «(You’re the) Devil in Disguise»                            |
| The Pretenders                                     | «My City Was Gone»                                          |
| Queen                                              | «Another One Bites the Dust»                                |
| Queen                                              | «Killer Queen»                                              |
| Rage Against the Machine                           | Все песни                                                   |
| Red Hot Chili Peppers                              | «Aeroplane»                                                 |
| Red Hot Chili Peppers                              | «Under the Bridge»                                          |
| R.E.M.                                             | «It’s the End of the World as We Know It (And I Feel Fine)» |
| The Rolling Stones                                 | «Ruby Tuesday»                                              |
| Mitch Ryder & the Detroit Wheels                   | «Devil with a Blue Dress On»                                |
| Saliva                                             | «Click Click Boom»                                          |
| Santana                                            | «Evil Ways»                                                 |
| Savage Garden                                      | «Crash and Burn»                                            |
| Simon and Garfunkel                                | «Bridge over Troubled Water»                                |
| Фрэнк Синатра                                      | «New York, New York»                                        |
| Slipknot                                           | «Left Behind»                                               |
| Slipknot                                           | «Wait and Bleed»                                            |
| The Smashing Pumpkins                              | «Bullet with Butterfly Wings»                               |
| Soundgarden                                        | «Black Hole Sun»                                            |
| Soundgarden                                        | «Blow Up the Outside World»                                 |
| Soundgarden                                        | «Fell on Black Days»                                        |
| Брюс Спрингстин                                    | «I’m Goin' Down»                                            |
| Брюс Спрингстин                                    | «I’m on Fire»                                               |
| Брюс Спрингстин                                    | «War»                                                       |
| Эдвин Старр                                        | «War»                                                       |
| Steam                                              | «Na Na Hey Hey Kiss Him Goodbye»                            |
| Кэт Стивенс                                        | «Morning Has Broken»                                        |
| Кэт Стивенс                                        | «Peace Train»                                               |
| Stone Temple Pilots                                | «Big Bang Baby»                                             |
| Stone Temple Pilots                                | «Dead and Bloated»                                          |
| Sugar Ray                                          | «Fly»                                                       |
| The Surfaris                                       | «Wipe Out»                                                  |
| System of a Down                                   | «Chop Suey!»                                                |
| Talking Heads                                      | «Burning Down the House»                                    |
| Джеймс Тейлор                                      | «Fire and Rain»                                             |
| Temple of the Dog                                  | «Say Hello 2 Heaven»                                        |
| Third Eye Blind                                    | «Jumper»                                                    |
| The Three Degrees                                  | «When Will I See You Again»                                 |
| Tool                                               | «Intolerance»                                               |
| The Trammps                                        | «Disco Inferno»                                             |
| U2                                                 | «Sunday Bloody Sunday»                                      |
| Van Halen                                          | «Jump»                                                      |
| Van Halen                                          | «Dancing in the Street»                                     |
| J. Frank Wilson and the Cavaliers                  | «Last Kiss»                                                 |
| The Youngbloods                                    | «Get Together»                                              |
| Zager and Evans                                    | «In the Year 2525»                                          |
| The Zombies                                        | «She’s Not There»                                           |

## Примечание
1. ↑  LiP | Music Review | Bad Transmission: Clear Channel's Hit List. archive.li (16 апреля 2008). Дата обращения: 18 февраля 2019. Архивировано 24 февраля 2019 года.
2. ↑  Arts: Music industry responds to terror. web.archive.org (20 июня 2008). Дата обращения: 18 февраля 2019. Архивировано из оригинала 20 июня 2008 года.
3. ↑  FACT CHECK: Clear Channel Banned Songs (англ.). Snopes.com. Дата обращения: 18 февраля 2019. Архивировано 6 января 2022 года.
4. ↑  It's the End of the World as Clear Channel Knows It (англ.). Slate Magazine (18 сентября 2001). Дата обращения: 18 февраля 2019. Архивировано 7 сентября 2011 года.
5. ↑  Mikkelson, David. Clear Channel Banned Songs (англ.). Snopes (18 сентября 2001). Дата обращения: 20 января 2024. Архивировано 6 января 2022 года.